# Colla de Diables de Magòria
La Colla de Diables de Magòria va ser fundada el 2004 per l'Escola Cooperativa d'Ensenyament Magòria. És una colla infantil formada per alumnes d'aquest centre escolar, juntament amb pares, mares, mestres i ex-alumnes. L'objectiu amb què es va crear era desenvolupar i recuperar el patrimoni tradicional i cultural d'una manera activa. La vestimenta consta de casaca i caputxa grogues, amb banyes i pantalons vermells. El cap de colla, però, es vesteix amb casaca vermella i caputxa groga. A l'esquena, tots hi duen el logotip de la colla. Els Diables de Magòria participen en els correfocs populars de la ciutat. Solen fer cap, per exemple, a les festes de la Mercè i Santa Eulàlia, la festa dels Súpers, la Nit de Bruixes de Sants, la Festa del Foc i el correfoc de la cavalcada del Pare Noel. A més, cada any, al desembre, organitza un correfoc per clausurar l'exposició de l'escola.